# Дако, Кристо
Кристо Дако (алб. Kristo Dako; 1876, Корча, Османская империя — 1941, там же, Албания) — албанский педагог, борец за независимость и журналист.

## Биография
Происходил из семьи православных купцов. В детстве эмигрировал с родителями в Бухарест. Там он окончил среднюю школу и изучал математику в Бухарестском университете. После получения образования переехал в США, где изучал философию.
В 1910 году он стал директором школы в Эльбасане (Shkolla Normale). Во время Первой мировой войны находился в США, где издавал газету Dielli (Солнце), связанную с паналбанской федерацией Vatra. Участник мирной конференции в Париже, как представитель албанской диаспоры. В 1919 году он дважды встречался с президентом США, Вудро Вильсоном, представляя ему позицию албанской диаспоры по Албанскому государству.
В декабре 1921 года был назначен министром образования в правительстве Хасана Приштины. Он был основателем Института для девочек Qiriazi (Instituti Femëror të Vajzave «Kirias»), который действовал в Корче. Дако также является автором официальной биографии короля Зогу I.
Был женат на албанской общественной деятельнице Севасти Кириази.

## Труды
- Cilet jane Chqipetaret? («Who are the Albanians?»), Монастир, 1911
- Albania, the master key to the near east, Бостон, 1919
- Liga e Prizrenit («The League of Prizren»), Бухарест, 1922
- Shenime historike nga jeta dhe vepra e Nalt Madherise se tij Zogu i Pare, Mbret i Shqiptarevet («Historical notes from the life and works of His Highness Zog First King of Albanians»), Тирана, 1937